# Poltava (poule)
La poule de Poltava est une race de poule domestique originaire du sud de la Russie et d'Ukraine, dénommée d'après la ville de Poltava. La variété noire, plus ancienne, est appelée parfois la Noire d'Ukraine (Украинская черная).

## Origine

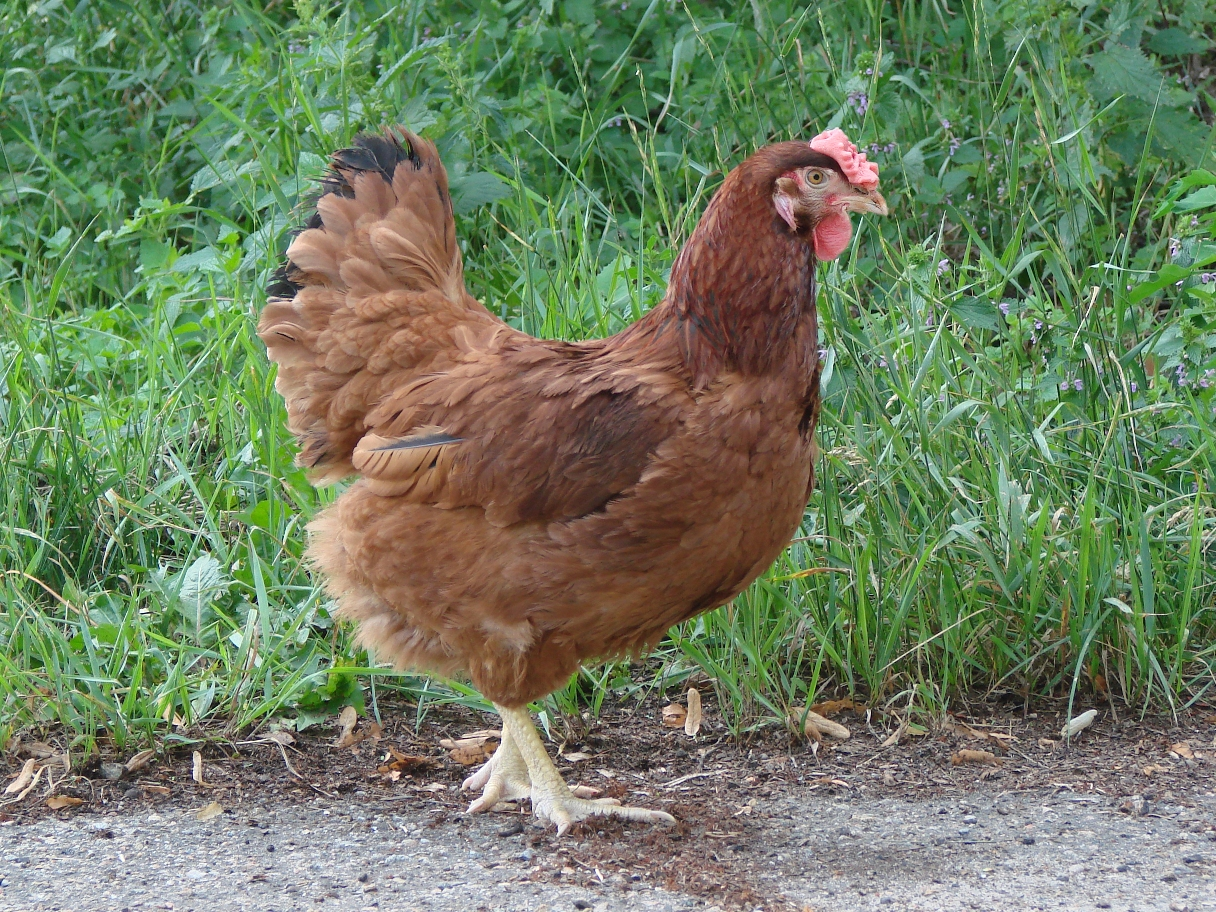
Poule de Poltava rousse

Cette race a été officiellement enregistrée dans les années 1920 en république socialiste soviétique d'Ukraine, mais des spécimens étaient régulièrement exposés aux foires agricoles de Poltava à partir de 1895. Sa sélection était active au début du XXe siècle, grâce notamment aux efforts de l'agronome et géologue russe Vassili Dokoutchaïev qui étudia aussi les qualités du tchernoziom. La race locale était améliorée à partir de la fin du XIXe siècle par l'importation notamment de poules du New-Hampshire et de wyandotte. Au début les sujets ne produisaient que 70 œufs par an, d'environ 50 grammes, et leur masse oscillait entre 2,1 kg et 4 kg. En 1928, la race de Poltava exposée à l'exposition panukrainienne pouvait atteindre 100 œufs par an. La guerre de 1941-1945 est catastrophique pour la production agricole, l'élevage et donc l'élevage des poules de Poltava. Ce n'est qu'à partir de 1948 que sa production est relancée dans les kolkhozes et que des études systématiques de phénotypes sont entreprises à partir de 1953 par l'institut avicole agrarien d'Ukraine dépendant de l'académie des sciences d'Ukraine. Le ministère de l'agriculture de la RSSU reconnaît alors trois variétés, la rousse, dite argile, la noire et la coucou. En 1985, il y avait en URSS, selon les données officielles plus de 700 000 poules rousses de Poltava dans les unités de production du pays. L'élevage s'effondre dans les années qui suivent la disparition de l'URSS. La production redémarre avec des expositions régulières à partir des années 2000-2001.

## Description
Cette poule à deux fins (ponte et chair), se trouve en trois variétés : rousse, noire, et coucou (apparue au milieu des années 1950). Robuste et rustique, cette race a la particularité d'avoir une crête foliacée ou frisée. Elle a quatre doigts forts. Les coqs sont plus sombres de plumage que les poules, mais leur poitrine et leur cou sont plus clairs. Les plumes de leur queue sont noires  au bout avec des reflets verdâtres. La poule rousse peut pondre entre 170 et 210 œufs par an, la poule noire et la poule coucou autour de 150. Cette race a un tempérament calme, ce qui permet aussi son élevage en batteries.

## Standard
- Masse idéale: coq: 3,2 kg (2,7 kg pour la variété coucou); poule: 2,2 kg
- Tête: moyenne
- Crête: moyenne, rose, foliacée avec cinq petites dentelures
- Yeux: de jaune à orangé
- Oreillons : rouges
- Barbillons : rouges
- Cou: court et robuste
- Abdomen: large, bombé en avant
- Queue: moyenne
- tarses : jaune à jaune clair
- Œufs: 56-60 g, à la coquille claire